# Страда Ређина I (Мачерата)
Страда Ређина I је насеље у Италији у округу Мачерата, региону Марке.
Према процени из 2011. у насељу је живело 26 становника. Насеље се налази на надморској висини од 13 м.